# Malta no Festival Eurovisão da Canção Júnior
Malta estreou em 2003. A emissora maltesa PBS é a responsável pela participação do país. Malta não participou em 2011 e 2012 e selecionou o participante internamente em vez de utilizar uma final nacional em 2013 e 2014, sendo as restantes seleções por final nacional. Malta venceu o concurso duas vezes: em 2013 (Gaia Cauchi com a música "The Start") e em 2015 (Destiny Chukunyere com "Not My Soul"). Após essas vitórias, Malta sediou o concurso em 2014 e 2016. Como Malta tem vários idiomas oficiais, os participantes podem cantar em maltês e em inglês.

## História
Malta não participou em 2011 e 2012 e decidiu regressar em 2013. Em 2013, a PBS optou por uma seleção interna, uma vez que a emissora decidiu regressar ao concurso numa fase bastante tardia (25 de setembro de 2013). A PBS escolheu Gaia Cauchi como representante maltesa em 2013. Malta terminou em último lugar três vezes; em 2005, 2019 e 2022.

## Idiomas a concurso
| Idioma         | Vezes |
| -------------- | ----- |
| Inglês         | 16    |
| Inglês, maltês | 3     |

## Participação
Legenda
     Vencedor
     2.º lugar
     3.º lugar
     Pontuação Nula ("Null Points")/Último Lugar
     Melhor classificação (fora do top 3)
     Qualificação para a final (fora do top 3)
     País-anfitrião
     Desclassificado
| #                               | Ano              | Artista                           | Lingua                            | Canção | Tradução                          | Lugar                             | Pts                               |
| ------------------------------- | ---------------- | --------------------------------- | --------------------------------- | --- | --------------------------------- | --------------------------------- | --------------------------------- |
| 1º                              | Copenhaga 2003   | Sarah Harrison                    | Inglês                            | "Like a Star" C & L:Sarah Harrison                                                                        | Como uma Estrela                  | 7º                                | 56                                |
| 2º                              | Lillehammer 2004 | Young Talent Team                 | Inglês                            | "Power of a Song" C: Marilena Gauci L: Charlotte Debattista                                               | O poder de uma Musica             | 12º                               | 14                                |
| 3º                              | Hasselt 2005     | Thea & Friends                    | Inglês                            | "Make It Right" C & L:Thea Saliba                                                                         | Faça certo                        | 16º                               | 18                                |
| 4º                              | Bucareste 2006   | Sophie Debattista                 | Inglês                            | "Extra Cute" C & L:Sophie Debattista                                                                      | Extra fofo                        | 11º                               | 48                                |
| 5º                              | Roterdão 2007    | Cute                              | Inglês                            | "Music" C & L:Cute                                                                                        | Musica                            | 12º                               | 37                                |
| 6º                              | Limassol 2008    | Daniel Declara                    | Inglês                            | "Junior Swing" C & L:Daniel Testa                                                                         | Junior Swing                      | 4º                                | 100                               |
| 7º                              | Kiev 2009        | Francescyra & Mikaela             | Inglês                            | "Double trouble" C & L:Mikaela Bajada & Francesca Sciberras                                               | Duplo problema                    | 8º                                | 55                                |
| 8º                              | Minsk 2010       | Nicole Azzopardi                  | Inglês, Maltês                    | "Knock Knock!...Boom! Boom!" C & L:Nicole Azzopardi                                                       | Knock Knock!...Boom! Boom!        | 13º                               | 35                                |
| Não participou de 2010 até 2013 |                  |                                   |                                   | |                                   |                                   |                                   |
| 9º                              | Kiev 2013        | Gaia Cauchi                       | Inglês                            | "The Start" C:Elton Zarb, Gaia Cauchi, Gillian Attard L:Gaia Cauchi, Matt Muxu                            | O Começo                          | 1º                                | 130                               |
| 10º                             | Marsa 2014       | Federica Falzon                   | Inglês                            | "Diamonds" C: Elton Zarb, Gillian Attard L: Federica Falzon, Matt Muxu Mercieca                           | Diamantes                         | 4º                                | 116                               |
| 11º                             | Sófia 2015       | Destiny Chukunyere                | Inglês                            | "Not My Soul" C:Destiny Chukunyere, Elton Zarb L: Destiny Chukunyere, Matthew (Muxu) Mercieca             | Não é minha alma                  | 1º                                | 185                               |
| 12º                             | Valeta 2016      | Christina Magrin                  | Inglês                            | "Parachute" C & L:Christina Magrin, Matt Muxu Mercieca                                                    | Pára-quedas                       | 6º                                | 191                               |
| 13º                             | Tbilisi 2017     | Gianluca Cilia                    | Inglês, Maltês                    | "Dawra Tond" C:Dominic Cini L:Emil Calleja Bayliss                                                        | Andar à roda                      | 9º                                | 107                               |
| 14º                             | Minsk 2018       | Ela Mangion                       | Inglês                            | "Marchin’ On" C:Cyprian Cassar L:Emil Calleja Bayliss                                                     | Marchando                         | 5º                                | 181                               |
| 15º                             | Gliwice 2019     | Eliana Gomez Blanco               | Inglês, Maltês                    | "We Are More" C:Jonas Thander, Rachel Suter L:Joe Julian Farrugia, Jonas Thander, Kevin Lee, Rachel Suter | Somos Mais                        | 19º                               | 29                                |
| 16°                             | Varsóvia 2020    | Chanel Monseigneur                | Inglês                            | "Chasing Sunsets" C & L:Emil Calleja Bayliss                                                              | Perseguindo o pôr do sol          | 8°                                | 100                               |
| 17°                             | Paris 2021       | Ike & Kaya                        | Inglês                            | "My Home" C:Cyprian Cassar L:Matt 'MUXU' Mercieca, Owen Leuellen                                          | Meu Lar                           | 12°                               | 97                                |
| 18°                             | Erevan 2022      | Gaia Gambuzza                     | Inglês                            | "Diamonds in the Skies" C & L:Matthew James                                                               | Diamantes nos Céus                | 16º                               | 43                                |
| 19°                             | Nice 2023        | Yulan                             | Inglês                            | "Stronger" C & L:Elise Hedengren, Isak Alvedahl, John-Emil Johansson, Sandra Wikström, Yulan Law          | Mais Forte                        | 10º                               | 94                                |
| 20º                             | Madrid 2024      | Intenção confirmada de participar | Intenção confirmada de participar | Intenção confirmada de participar                                                                         | Intenção confirmada de participar | Intenção confirmada de participar | Intenção confirmada de participar |

### Galeria

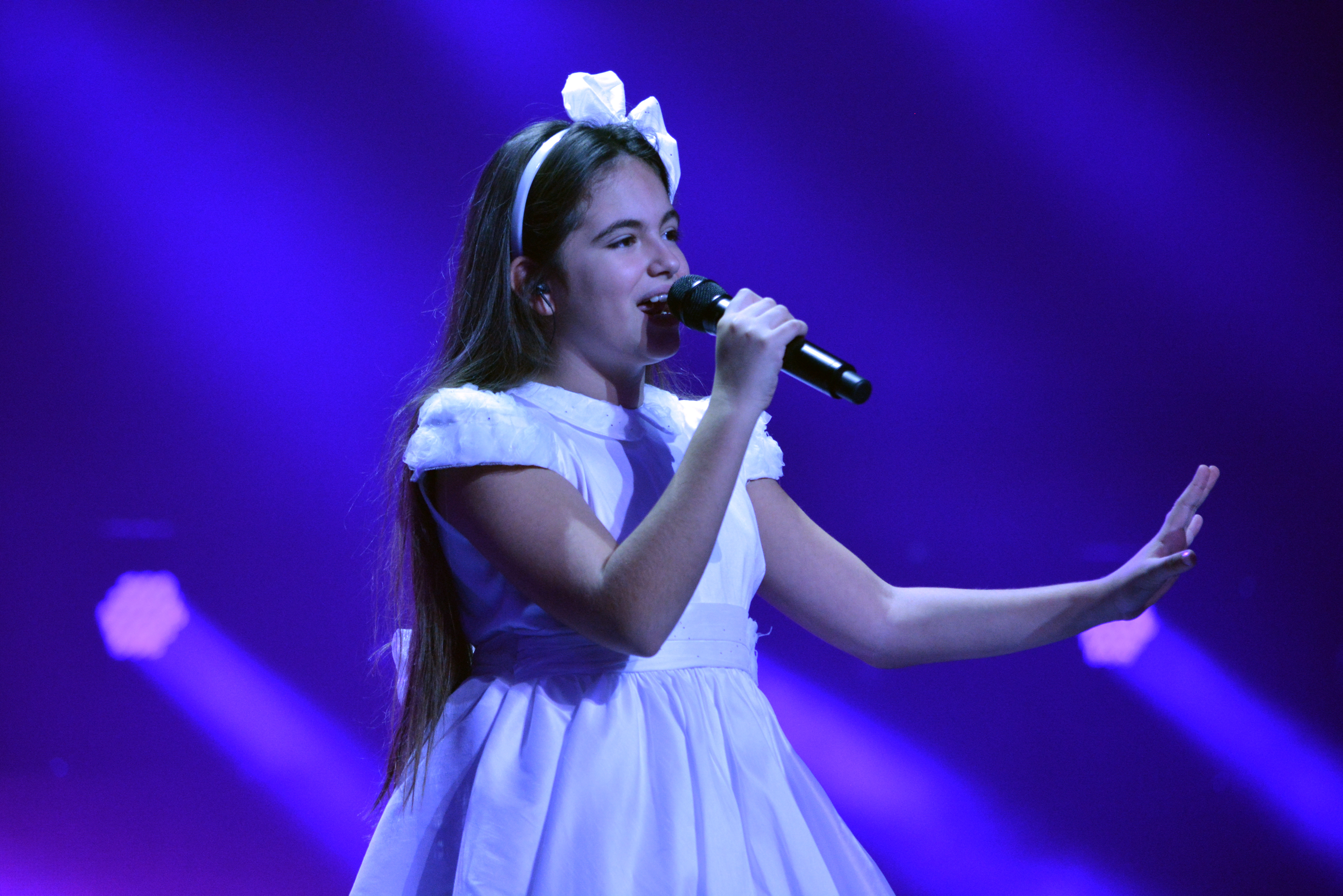
Gaia Cauchi em Kyiv (2013)
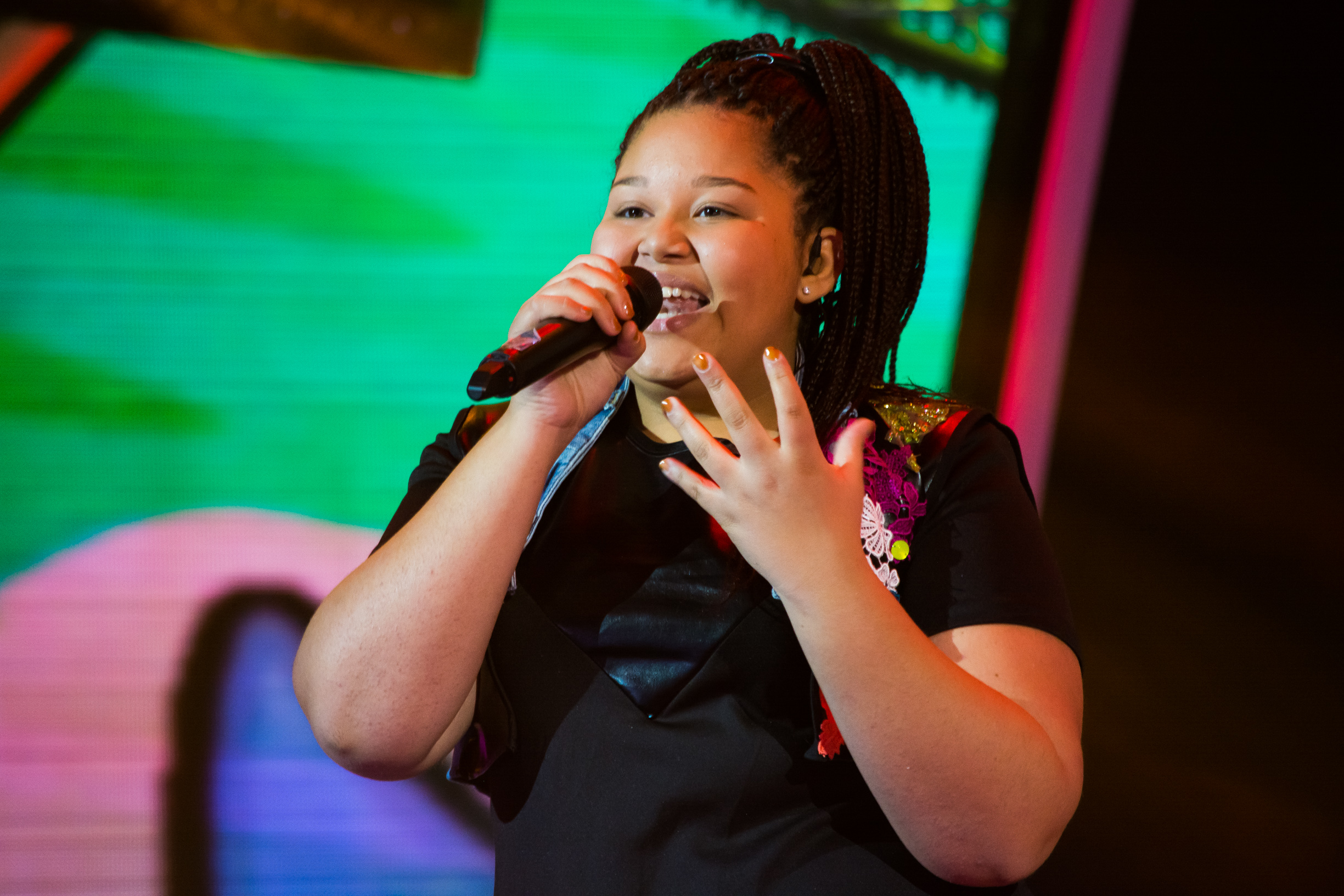
Destiny Chukunyere em Sófia (2015)
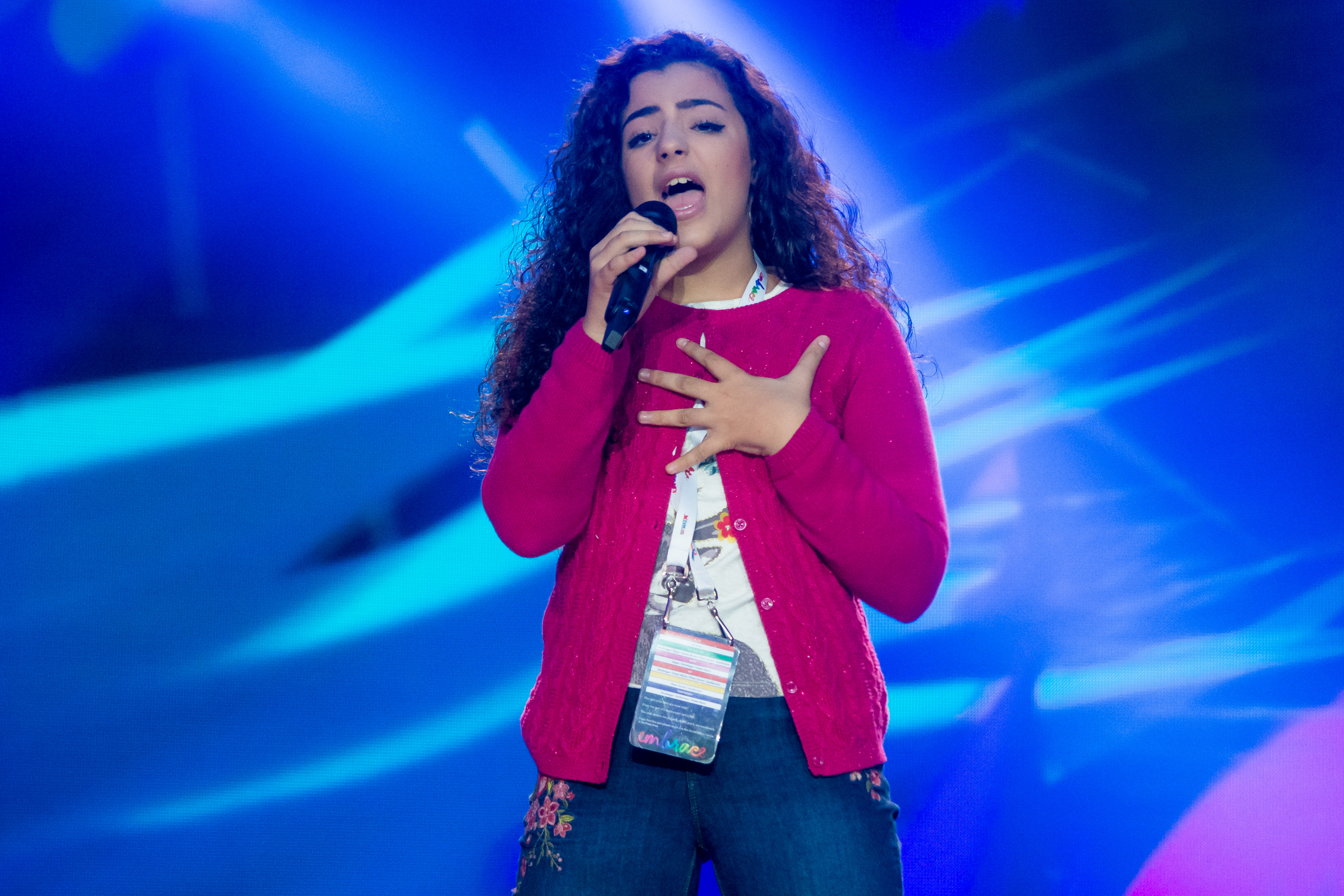
Christina Magrin em Valeta (2016)
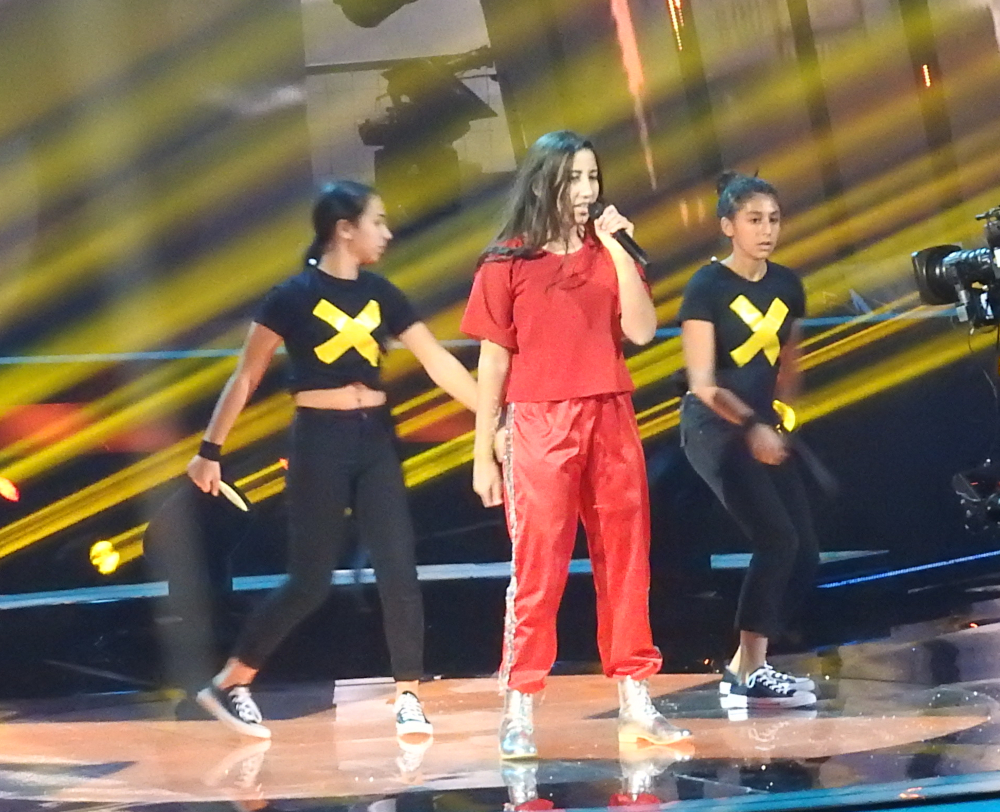
Ela Mangion em Minsk (2018)

## Comentadores e porta-vozes
| Ano  | Comentador                       | Porta-Voz          | Ref.  |
| ---- | -------------------------------- | ------------------ | ----- |
| 2003 | Desconhecido                     | Desconhecido       |       |
| 2004 | Valerie Vella                    | Thea Saliba        | [ 2 ] |
| 2005 | Valerie Vella                    | Stephanie Bason    | [ 2 ] |
| 2006 | Valerie Vella                    | Jack Curtis        | [ 2 ] |
| 2007 | Valerie Vella                    | Sophie DeBattista  | [ 2 ] |
| 2008 | Valerie Vella                    | Francesca Zarb     | [ 2 ] |
| 2009 | Valerie Vella                    | Daniel Testa       | [ 2 ] |
| 2010 | Eileen Montesin                  | Francesca Zarb     |       |
| 2011 | Sem transmissão                  | Não participou     |       |
| 2012 | Sem transmissão                  | Não participou     |       |
| 2013 | Corazon Mizzi and Daniel Chircop | Maxine Pace        |       |
| 2014 | Daniel Chircop                   | Julian Pulis       |       |
| 2015 | Corazon Mizzi                    | Federica Falzon    |       |
| 2016 | Sem comentário                   | Gaia Cauchi        |       |
| 2017 | Sem comentário                   | Mariam Andghuladze |       |
| 2018 | Sem comentário                   | Milana Borodko     |       |
| 2019 | Sem comentário                   | Paula              | [ 3 ] |
| 2020 | Sem comentário                   | Leah Mifsud        |       |
| 2021 | Sem comentário                   | Eden               |       |
| 2022 | Sem comentário                   | Gaia Cauchi        |       |
| 2023 | Sem comentário                   | Gaia Gambuzza      |       |

## País Anfitrião
| Ano  | Cidade | Local                           | Apresentadores                |
| ---- | ------ | ------------------------------- | ----------------------------- |
| 2014 | Marsa  | Malta Shipbuilding              | Moira Delia                   |
| 2016 | Valeta | Mediterranean Conference Centre | Ben Camille and Valerie Vella |